# 海斯陨石坑

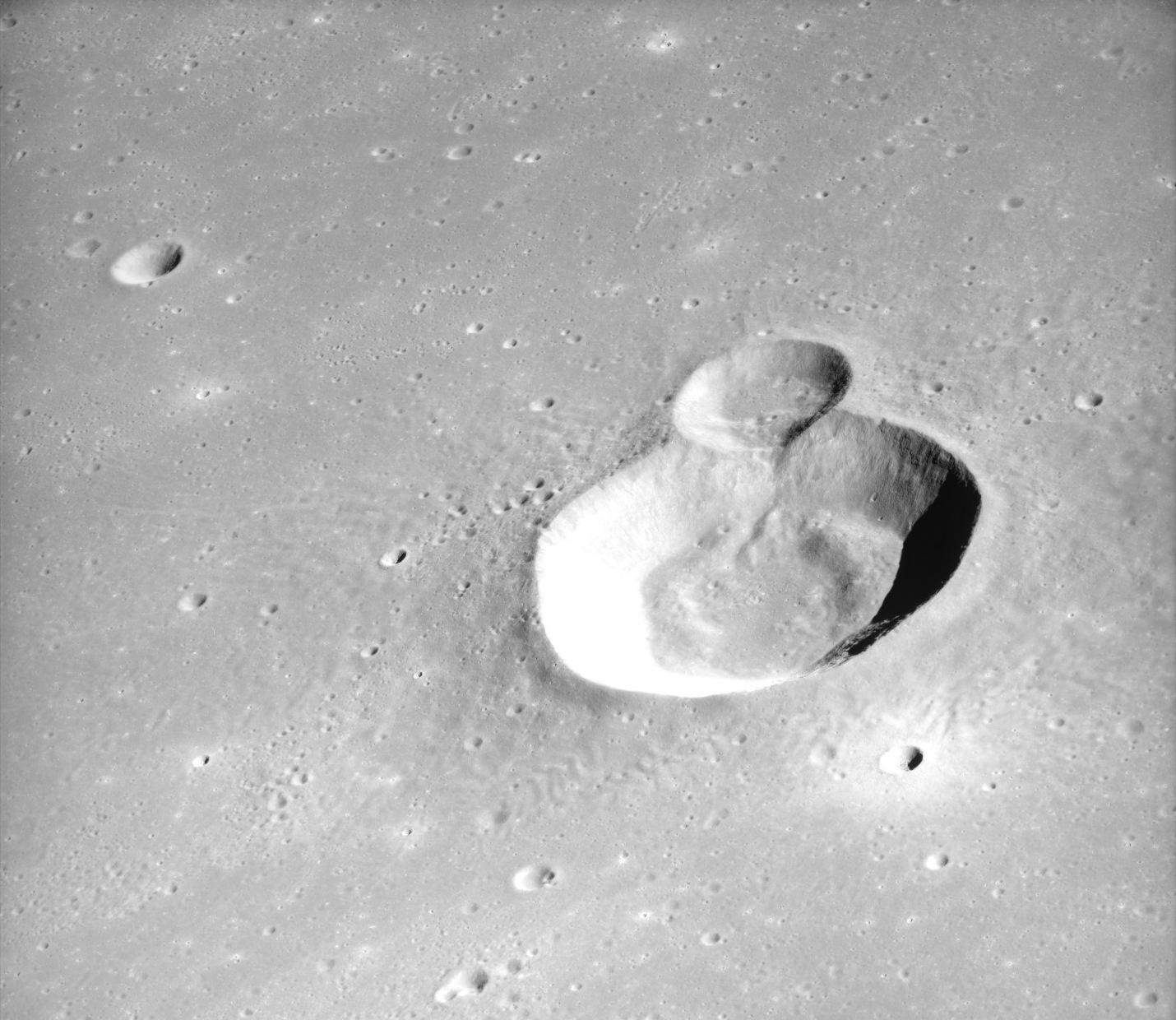
阿波罗15号全景相机拍摄的斜视图

海斯陨石坑（Heis）是位于月球正面雨海西南部的一座小撞击坑，其名称取自德国数学家暨天文学家爱德华·海斯（1806年-1877年），1935年被国际天文学联合会正式接受。

## 描述
该陨坑北面靠近大小相同的卡·赫歇尔环形山、东南毗邻较小的卡本托陨石坑以及更小的加斯顿陨石坑、琳达陨石坑和鲍里斯陨石坑，外形参差的德利尔环形山位于它的西南、东面则绵延着海姆山脊，此外，在它的西南面还分布有德利尔月溪和鲍里斯峭壁。该陨坑中心月面坐标为32°28′N 31°59′W / 32.47°N 31.98°W，直径13.69公里，深约2.22公里。
海斯陨石坑外观轮廓呈圆形，带有一个直径约为坑口一半的平坦坑底。该陨坑边缘完整清晰，平整的内壁具有较高的反照率，沿北侧壁切入了直径5.9公里的卫星坑海斯 A。它的坑壁平均高出周边地形510米，环坑底堆积有一圈岩屑堆。靠近东南外侧壁附近坐落了一座被高反照率地层环绕的小撞击坑。

## 卫星陨石坑
按惯例，最靠近海斯陨石坑的卫星坑将在月图上以字母标注在它的中心点旁边。

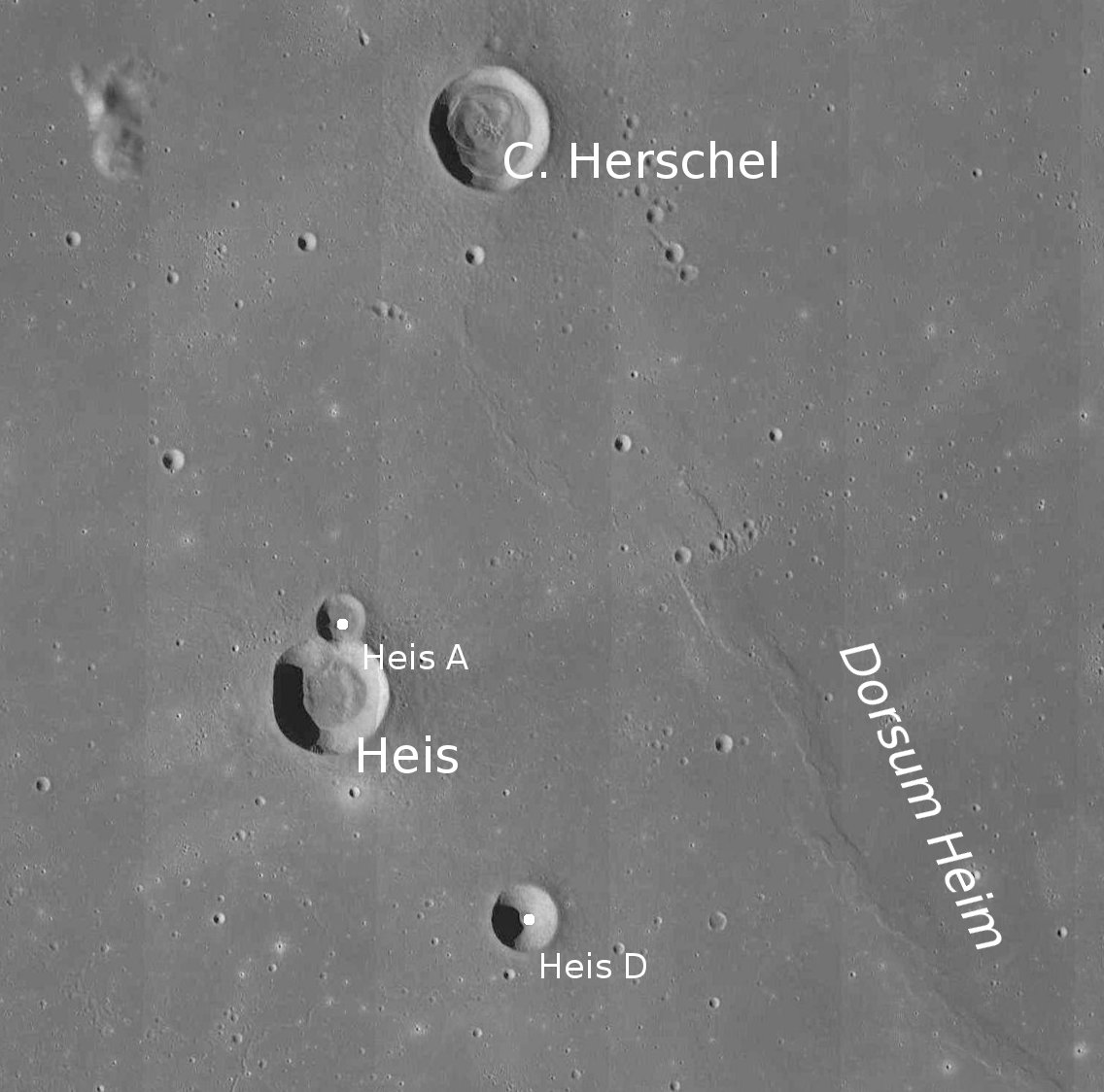
月球勘测轨道飞行器拍摄

| 海斯 | 纬度    | 经度    | 直径   |
| ---- | ------- | ------- | ------ |
| A    | 32.7° N | 31.9° W | 6 公里 |
| D    | 31.7° N | 31.1° W | 8 公里 |

## 另请参阅
- Andersson, L. E.; Whitaker, E. A. . NASA RP-1097. 1982.
- Blue, Jennifer. . USGS. July 25, 2007  [2007-08-05]. （原始内容存档于2012-04-08）.
- Bussey, B.; Spudis, P. . New York: Cambridge University Press. 2004. ISBN 978-0-521-81528-4.
- Cocks, Elijah E.; Cocks, Josiah C. . Tudor Publishers. 1995. ISBN 978-0-936389-27-1.
- McDowell, Jonathan. . Jonathan's Space Report. July 15, 2007  [2007-10-24]. （原始内容存档于2012-05-26）.
- Menzel, D. H.; Minnaert, M.; Levin, B.; Dollfus, A.; Bell, B. . Space Science Reviews. 1971, 12 (2): 136–186. Bibcode:1971SSRv...12..136M. doi:10.1007/BF00171763.
- Moore, Patrick. . Sterling Publishing Co. 2001. ISBN 978-0-304-35469-6.
- Price, Fred W. . Cambridge University Press. 1988. ISBN 978-0-521-33500-3.
- Rükl, Antonín. . Kalmbach Books. 1990. ISBN 978-0-913135-17-4.
- Webb, Rev. T. W.  6th revised. Dover. 1962. ISBN 978-0-486-20917-3.
- Whitaker, Ewen A. . Cambridge University Press. 1999. ISBN 978-0-521-62248-6.
- Wlasuk, Peter T. . Springer. 2000. ISBN 978-1-85233-193-1.